# Zelotes hirtus
Zelotes hirtus är en spindelart som först beskrevs av Tord Tamerlan Teodor Thorell 1875.  Zelotes hirtus ingår i släktet Zelotes och familjen plattbuksspindlar.
Artens utbredningsområde är Frankrike. Inga underarter finns listade i Catalogue of Life.